# All-Star Game LNB 1988
Le All-Star Game LNB 1988 est la 2e édition du All-Star Game LNB. Il s’est déroulé le 20 mai 1988 au Palais des Sports de Mulhouse. La sélection Ouest a battu la sélection Est (164-136). Graylin Warner a été élu MVP du match.

## Joueurs

### Sélection de l'Ouest
- Gregor Beugnot (Limoges)
- Jacques Monclar (Limoges)
- Hugues Occansey (Limoges)
- Stéphane Ostrowski (Limoges)
- Don Collins (Limoges)
- Georges Vestris (Limoges)
- Graylin Warner (Cholet)
- Didier Gadou (Orthez)
- Andrew Fields (Nantes)
- Franck Butter (Mulhouse)

- Entraîneur : Jean Galle (Cholet)

### Sélection de l'Est
- Pierre Bressant (Racing CF)
- Hervé Dubuisson (Racing CF)
- James Hardy (Racing CF)
- Skeeter Jackson (Racing CF)
- Robert Smith (Monaco)
- Jean-Aimé Toupane (Monaco)
- Ron Davis (Mulhouse)
- Christian Monschau (Mulhouse)
- Vincent Collet (ASVEL)
- Damien Pastres (ASVEL)
- Christophe Soulé (Antibes)

- Entraîneur : Jean-Luc Monschau (Mulhouse)